# Allvarligt talat (radioprogram)
Allvarligt talat är ett radioprogram i Sveriges Radio P1, där programvärden svarar på lyssnarnas existentiella frågor. De år programmet förekommit har det sänts under sommaren (juni–augusti) och/eller i december.

## Programvärdar
Programvärdar har hittills varit:
- Kristina Lugn (8 avsnitt 2008–2009)
- Bob Hansson (1 avsnitt 2009, 15 avsnitt 2017–2019)
- Marcus Birro (1 avsnitt 2009)
- Elsie Johansson (1 avsnitt 2009)
- Birgitta Stenberg tillsammans med Märta Tikkanen (6 avsnitt 2011)
- Lena Andersson (16 avsnitt 2014–2016)
- P.O. Enquist (8 avsnitt 2013–2014)
- Horace Engdahl (12 avsnitt 2015–2016)
- Marianne Lindberg De Geer (6 avsnitt 2017)
- David Lagercrantz (4 avsnitt 2017)
- Martina Montelius (7 avsnitt 2018)
- Mirja Unge (6 avsnitt 2019)
- Bengt Ohlsson (6 avsnitt 2020)
- Liv Strömquist (6 avsnitt 2020)

## Musik
Programmet påbörjas med ett urklipp från Bill Frisells låt Probability cloud, och avslutas ofta med ett urklipp från "Sleep Safe and Warm" (även känd som "Rosemary's Lullaby") av Krzysztof Komeda.